# Il gatto puzzolone
(Ritornello)
Il gatto puzzolone è un brano musicale per bambini, registrato dal Piccolo Coro dell'Antoniano nel 2004 e vincitore del 47° Zecchino d'Oro.
Su testo di Federico Padovano e musica di Alessandro Nidi e Cristiano Minellono, il brano fu interpretato da Mauro Farci (5 anni, di Sinnai, Cagliari).
Il brano vinse anche lo Zecchino D'Argento per le canzoni italiane, a pari merito con Tali & Quali.

## Testo
Come altri successi dello Zecchino d'Oro, ossia Quarantaquattro gatti e Volevo un gatto nero, anche questo brano vede protagonisti i gatti. Il gatto puzzolone è chiamato così in quanto si ostina a non volersi lavare mai a causa della sua allergia al sapone, e per tale motivo è diventato completamente nero e puzza così tanto che neanche i maiali lo sopportano; secondo il testo del brano, inoltre, in tanti vorrebbero imitare il gatto puzzolone, sia bambini che grandi.

## Curiosità
- Il brano ha ricevuto un corto animato, che fa parte de I cartoni dello Zecchino d'Oro.
- Il Gatto Puzzolone, fa un cameo nel corto animato di Il drago raffreddato, durante la frase Il procione porta un pezzo di sapone e il gatto, vedendo il sapone, si spaventa e scappa via.
- Il Gatto Puzzolone è un personaggio nella serie animata 44 gatti.